# 충남 일화 천마
충남 일화 천마 WFC(Chungnam Ilhwa Chunma Women's Football Club)는 대한민국 충청남도 당진시에 있었던 축구 선수단이다. 통일스포츠가 운영했던 여자 세미프로 축구단이며, 2006년 3월에 창단되고 2012년 11월에 해단되었다. 2006년부터 충청남도를 연고로 2012년까지 WK리그에 참가했다.

## 창단
충남 일화 천마는 당시 기존 3개 선수단으로부터 각각 6~7명씩 차출된 1차 영입 선수와 2005년 12월 8일에 개최된 공개테스트를 통해 선수를 추가로 선발하여 선수단을 구성했다. 2006년 3월 3일에 공식 창단식을 개최하고 충청남도와 연고협약을 맺고 축구단이 창단되었다. 2012년 11월 갑작스럽게 팀 해체가 결정되었고, 소속 선수들은 자유계약 혹은 드래프트를 통하여 다른 팀에 입단하였다.

## 과거 유명 선수
- 송주희 2006 ~ 2009
- 위성희 2007 ~ 2009
- 이신정 2007 ~ 2009
- 조아라 2007 ~ 2009
- 한송이 2008 ~ 2011
- 최수진 2009 ~ 2011
- 김수연 2010 ~ 2011
- 강가애 2011 ~ 2012
- 이현영 2011 ~ 2012
- 강유미 2012

## 역대 감독
- 1대 강재순 2007 ~ 2009
- 2대 박지호 2010 ~ 2011
- 3대 이상윤 2012

## 같이 보기
- 성남 FC
- 통일그룹